# April Parker Jones
April D. Parker Jones (Durham, 6 marzo 1976) è un'attrice statunitense.

## Biografia
Studia alla North Carolina Central University ed in seguito si trasferisce a New York, dove inizia la sua carriera.

## Filmografia

### Cinema
- Spider-Man 3, regia di Sam Raimi (2007)
- The In Between - Non ti perderò (The In Between), regia di Arie Posin (2022)

### Televisione
- CSI: Miami – serie TV, episodio 4x14 (2006)
- Jericho – serie TV, 26 episodi (2006-2008)
- E.R. - Medici in prima linea (ER) – serie TV, episodio 14x10 (2007)
- Febbre d'amore (The Young and the Restless) – soap opera, 3 episodi (2007-2008)
- Lost – serie TV, episodio 4x10 (2008)
- The Unit – serie TV, episodi 4x03-4x04 (2008)
- Lie to Me – serie TV, episodio 1x03 (2009)
- NCIS - Unità anticrimine (NCIS) – serie TV, episodio 6x16 (2009)
- 90210 – serie TV, 4 episodi (2009-2010)
- NCIS: Los Angeles – serie TV, episodio 1x22 (2010)
- The Defenders – serie TV, episodio 1x10 (2010)
- The Chicago Code – serie TV, episodio 1x09 (2011)
- Prime Suspect – serie TV, episodio 1x08 (2011)
- Scandal – serie TV, episodio 2x12 (2013)
- Masters of Sex – serie TV, episodio 1x02 (2013)
- The Fosters – serie TV, 8 episodi (2013, 2017)
- Legends – serie TV, episodio 1x02 (2014)
- Le regole del delitto perfetto (How to Get Away with Murder) – serie TV, 3 episodi (2015)
- Mad Dogs – serie TV, episodio 1x10 (2016)
- Devious Maids - Panni sporchi a Beverly Hills (Devious Maids) – serie TV, 3 episodi (2016)
- The Resident – serie TV, episodi 1x04-1x11 (2018)
- The Last Ship – serie TV, 10 episodi (2018)
- Supergirl – serie TV, 19 episodi (2018-2019)
- All American – serie TV, episodio 2x07 (2019)
- S.W.A.T. – serie TV, 4 episodi (2019-2022)
- NCIS: Hawai'i – serie TV, episodio 1x12 (2022)
- Bel-Air – serie TV, 5 episodi (2022)

## Doppiatrici italiane
Nelle versioni in italiano delle opere in cui ha recitato, April Parker Jones è stata doppiata da:
- Stella Gasparri in Lost, Masters of Sex
- Nunzia Di Somma ne Le regole del delitto perfetto, Tracker
- Cristina Giolitti in Scandal
- Emanuela Baroni in Devious Maids - Panni sporchi a Beverly Hills
- Valeria Perilli in NCIS - Unità anticrimine
- Diana Anselmo in 90210
- Antonella Baldini  in Bel-Air